# Trifolium pilczii
Trifolium pilczii är en ärtväxtart som beskrevs av Adamovic. Trifolium pilczii ingår i släktet klövrar, och familjen ärtväxter. Inga underarter finns listade i Catalogue of Life.